# Aedes alboannulatus
Aedes alboannulatus är en tvåvingeart som först beskrevs av Macquart 1850.  Aedes alboannulatus ingår i släktet Aedes och familjen stickmyggor. Inga underarter finns listade i Catalogue of Life.